# Правутина
Правутина је насељено место у саставу општине Жакање у Карловачкој жупанији, Република Хрватска.

## Историја
До територијалне реорганизације у Хрватској налазила се у саставу старе општине Озаљ.

## Становништво
На попису становништва 2011. године, Правутина је имала 211 становника.

## Попис1991.
На попису становништва 1991. године, насељено место Правутина је имало 319 становника, следећег националног састава:
| Попис 1991.‍ | Попис 1991.‍ | Попис 1991.‍ | Попис 1991.‍ | Попис 1991.‍ |
| ----------- | ----------- | ----------- | ----------- | ----------- |
|             |             |             |             |             |
| Хрвати      | Хрвати      |             | 306         | 95,92%      |
| Словенци    | Словенци    |             | 4           | 1,25%       |
| непознато   | непознато   |             | 9           | 2,82%       |
| укупно: 319 |             |             |             |             |